# Дитиолан
Дитиоланы — насыщенные пятичленные гетероциклы с двумя атомами серы, связанными между собой (1,2-дитиолан) или расположенные через один атом углерода (1,3-дитиолан). Дитиолановые фрагменты (как 1,2-, так и 1,3-) встречаются во многих природных соединениях, например, аспарагусовой кислоте, нереистоксине, липоевой кислоте и других.

## Получение и применение в органическом синтезе
1,3-Дитиоланы получают при взаимодействии альдегидов или кетонов с 1,2-дитиолами, например, этан-1,2-дитиолом, поэтому их можно рассматривать как циклические тиоацетали и тиокетали соответствующих карбонильных соединений. Данная реакция получения 1,3-дитиоланов имеет значение в синтетической органической химии для введения дитиановой защитной группы в молекулы карбонильных соединений с целью последующего наращивания углеродной цепи путем удаления протона с атома углерода, связанного с обоими атомами серы (рКа = 31), под действием, например, алкиллитиевых реагентов и дальнейшего алкилирования по механизму нуклеофильного замещения. Удаление дитиановой защитной группы производят под действием хлорида ртути (II) с образованием карбонильной группы или в результате восстановления водородом в присутствии никеля Ренея до метиленового фрагмента.